# Теодор II Палеолог (маркграф Монферрата)
Феодор (Теодоро) II Палеолог (итал. Teodoro II Paleologo; 1364, Пьемонт — 26 апреля 1418) — маркиз Монферратский с 1381 года, сын Джованни II Монферратского.

## Жизнь
Третий сын Джованни II Монферратского и Изабеллы Мальоркской. Теодор был назначен маркграфом после смерти своего старшего брата Джованни III. Монферрат был в кризисе, вызванном быстрой сменой власти между двух молодых правителей, ни один из которых не имел достаточно сил для борьбы с внутренними проблемами. Регентом Теодора был Джан Галеаццо Висконти. Вскоре стало очевидно, что Теодор был слабым человеком. Своевольно женившись на миланской женщине, дочери Леонардо Маласпины, маркграфа Луниджаны, он был вынужден уступить Асти Джану Галеаццо.
После смерти своих первых двух жён, 17 февраля 1403 года он женился на Маргарите Савойской, дочери Амадея, принца Ахайского. После этого сразу же началась война между Теодором и Амадеем VIII Савойским. Филиппо Мария Висконти из Милана вмешался в конфликт от имени Теодора в обмен на помощь, которую дом Висконти получал для восстановлении своей власти в Милане.
В 1400 году Теодор передал Борго-Сан-Мартино Фачино Кане за его службу. В 1409 году Теодору и Фачино удалось завладеть Миланом и Генуей. Теодор сохранял свою власть в этих городах до 1413 года, когда, посчитав слишком сложным управление Пьемонтом и Ломбардией, он отказался от них в обмен на большую сумму.
После смерти Фачино Теодору пришлось сражаться с Висконти за Пьемонт, пока в 1417 году стороны не достигли соглашения. Теодор умер вскоре после этого и ему наследовал его сын Джан Джакомо.

## Браки и дети
Первой женой Теодора (с 1381 года) была Арджентина Маласпина (ум. 1387), дочь Леонардо Маласпина, маркиза Масса. У них не было детей.
В 1393 году он женился на Жанне де Бар (1370—1402), дочери герцога Бара Роберта I и Марии де Валуа. Её бабкой и дедом по материнской линии были король Франции Иоанн II и Бонна Люксембургская. У них было двое детей:
- Джан Джакомо (23 марта 1395 — 12 марта 1445), маркграф Монферрата.
- София Монферратская (ум. 21 августа 1434), вышла замуж за Иоанна VIII Палеолога.

Жанна умерла 15 января 1402 года. Теодор оставался вдовцом в течение года. 17 января 1403 года Теодор женился в третий раз на Маргарите Савойской. Она была старшей дочерью Амадея, принца Ахайского и Екатерины Женевской. Их брак был бездетным. Маргарита пережила мужа на 46 лет и умерла 23 ноября 1464 года.